# Pilar de 7 sense folre
El pilar de 7 sense folre, pilar de 7 net o simplement pilar de 7, és un castell de gamma extra de 7 pisos d'alçada amb un component per pis, mai realitzat en el segle xx o xxi i amb referències d'haver-se realitzat entre 1851 i 1853. La dificultat extraordinària del castell rau en la gran capacitat tècnica necessària dels components del pilar. Si el pilar de sis ja suposa un salt enorme respecte del de cinc, en el de set l'empresa és majúscula. El 2023 aquest castell quedà fora de la taula de puntuacions del Concurs de Castells de Tarragona.

## Història
Entre el 1851 i 1853 hi ha referències al pilar de set net, sense folre, assolit en plena època d'or dels castells. Sense quedar gaire clara la seva credibilitat.
A finals del segle xx aquest castell va ser assajat pels Bordegassos de Vilanova quan tenien un domini considerable en el pilar de 6 i el pilar de 7 amb folre i sent uns pioners a l'assajar els pilars amb una xarxa de seguretat i arribant a provar-lo a l'assaig, encara que quedant molt lluny, de tal manera que no s'ha ni arribat a intentar mai a plaça. Anys després els Castellers de Vilafranca també l'assajarien però tampoc amb prou eficàcia com per poder dur-lo a plaça.